# Adam Munro
Adam Munro (* 12. November 1982 in St. George, Ontario) ist ein ehemaliger kanadischer Eishockeytorwart, der zuletzt  beim HC Innsbruck in der  österreichischen Eishockeyliga unter Vertrag stand. 

## Karriere
Adam Munro begann seine Karriere als Eishockeyspieler in der kanadischen Juniorenliga Ontario Hockey League, in der er von 1998 bis 2003 für die Erie Otters und Sault Ste. Marie Greyhounds aktiv war. Mit Erie gewann er dabei in der Saison 2001/02 den J. Ross Robertson Cup, die OHL-Meisterschaft, nachdem er im Vorjahr bereits mit 92,6 % abgewehrten Schüssen der Torwart mit der ligaweit höchsten Fangquote gewesen war. In seiner OHL-Zeit wurde er im NHL Entry Draft 2001 in der ersten Runde als insgesamt 29. Spieler von den Chicago Blackhawks ausgewählt. Für diese bestritt er zwischen 2003 und 2006 insgesamt 17 Spiele in der National Hockey League. Die restliche Zeit verbrachte er bei deren Farmteam Norfolk Admirals in der American Hockey League, sowie bei den Gwinnett Gladiators und Atlantic City Boardwalk Bullies in der ECHL. 

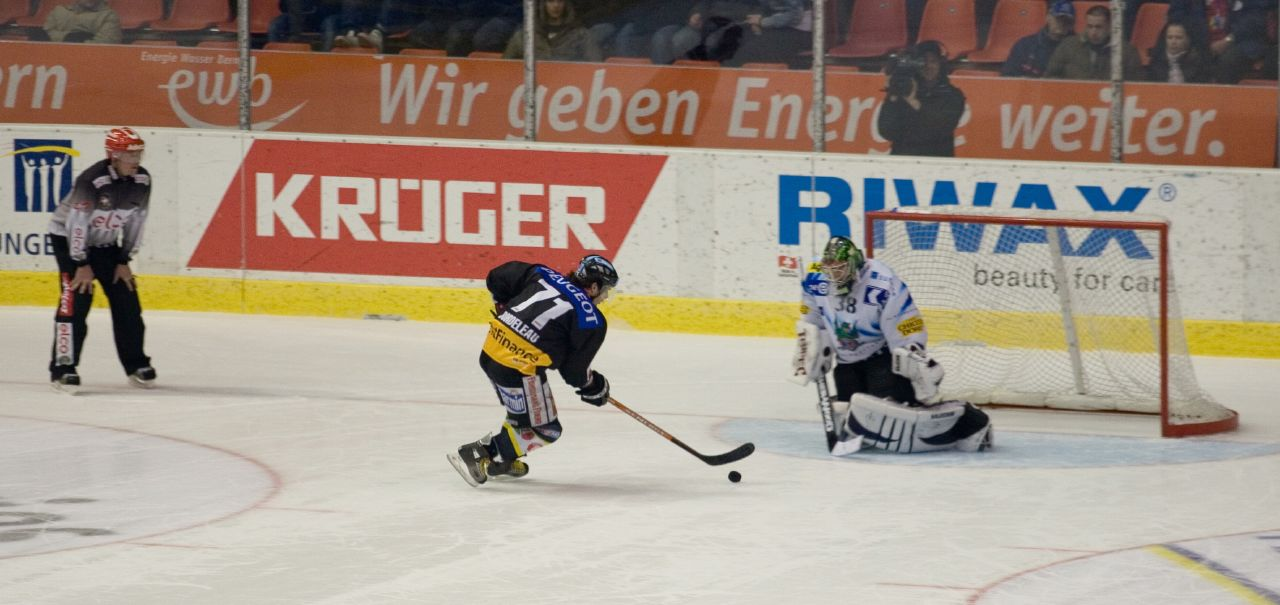
Adam Munro im Tor von Fribourg-Gottéron

Zur Saison 2006/07 ging Munro erstmals nach Europa, wo er einen Vertrag bei Fribourg-Gottéron aus der Schweizer Nationalliga A erhielt. In den 41 Spielen, in denen er in der NLA zwischen den Pfosten stand, wies er einen Gegentorschnitt von 3.60 auf. Daraufhin kehrte er nach Nordamerika zurück, wo er weitere drei Jahre lang in der AHL aktiv war, zunächst eine Spielzeit lang für die Syracuse Crunch und anschließend zwei Spielzeiten lang für die Toronto Marlies. Gegen Ende der Saison 2009/10 wurde der Kanadier vom HK Sibir Nowosibirsk aus der Kontinentalen Hockey-Liga verpflichtet. Für diesen bestritt er bis Saisonende vier Spiele, konnte mit einem Gegentorschnitt von 3.50 und einer Fangquote von 87,0 % allerdings nicht auf sich aufmerksam machen. Im Oktober 2010 wechselte der Kanadier kurzzeitig zum SG Cortina, wo er zunächst als Ersatz für den verletzten Ryan Munce eingeplant war. Im Verlauf der Saison 2010/11 setzte sich der Kanadier als Stammtorwart beim SG Cortina durch, wechselte aber dennoch für die folgende Saison zu Alba Volán Székesfehérvár in die österreichische Liga. Zwischen 2013 und 2013 stand er beim HC Innsbruck in der EBEL unter Vertrag.
In der Saison 2020/21 spielte er für die Hamilton Steelhawks in der höchsten kanadischen Amateurliga.

## Erfolge und Auszeichnungen
- 2001 CHL Top Prospects Game
- 2001 Beste Fangquote der OHL
- 2002 J.-Ross-Robertson-Cup-Gewinn mit den Erie Otters

## Karrierestatistik

### Play-offs
(Legende zur Torhüterstatistik: GP oder Sp = Spiele insgesamt; W oder S = Siege; L oder N = Niederlagen; T oder U oder OT = Unentschieden oder Overtime- bzw. Shootout-Niederlage; Min. = Minuten; SOG oder SaT = Schüsse aufs Tor; GA oder GT = Gegentore; SO = Shutouts; GAA oder GTS = Gegentorschnitt; Sv% oder SVS% = Fangquote; EN = Empty Net Goal; 1 Play-downs/Relegation; Kursiv: Statistik nicht vollständig)